# FFVS J 22
Pour les articles homonymes, voir J22.
Le FFVS J 22 est un avion de chasse suédois des années 1940.

## Conception et développement
Au début de la Seconde Guerre mondiale, l'armée de l'air suédoise (Flygvapnet) était équipée d'appareils de chasse biplan Gloster Gladiator (appelé J8 en Suède) en grande partie obsolètes. La Suède a commandé 120 avions Seversky P-35 (J 9) et 144 P-66 Vanguard (J 10) aux États-Unis. Cependant, le 18 juin 1940, après l'occupation allemande de la Norvège, les États-Unis ont déclaré un embargo sur l'exportation d'armes vers toute nation autre que la Grande-Bretagne. En conséquence, la Flygvapnet a soudainement fait face à une pénurie d'avions de combat modernes. Plusieurs autres solutions étrangères ont été envisagées: les sociétés finlandaise VL Myrsky et soviétique Polikarpov I-16 n’étaient pas satisfaisantes et, bien que le Mitsubishi A6M Zero soit disponible, la livraison depuis le Japon n’était pas pratique. Un lot de biplans Fiat CR.42 Falco (J 11) et Reggiane Re.2000 Falco (J 20) ont finalement été achetés, mais il s’agissait clairement d’une solution provisoire.
Alors que la Flygvapnet devait faire face à une grave pénurie d’aéronefs et que Saab fonctionnait à pleine capacité pour construire ses bombardiers monomoteurs Saab 17 et bimoteurs Saab 18, une nouvelle entreprise et une usine furent spécialement créées pour le nouveau chasseur, la Kungliga Flygförvaltningens Flygverkstad i Stockholm ("Usine Aéronautique de L'Administration Royale de l'Air à Stockholm", FFVS), dirigée par Bo Lundberg. L’appareil, désigné J 22, était un monoplan avec une cellule en acier recouverte de contreplaqué. L'agencement des ailes et du fuselage était classique, le train d'atterrissage principal à voie étroite se rétractant entièrement vers l'arrière dans le fuselage. La motorisation était une copie suédoise du Pratt & Whitney R-1830 Twin Wasp, fabriqué sans licence à l'époque, bien que les droits de licence aient été payés plus tard (un dollar US symbolique).
Le J 22 a effectué son premier vol le 20 septembre 1942 depuis l'aéroport de Bromma, où se trouvait l'usine. Il est entré en service en octobre 1943 à l'escadrille F9 basée à Göteborg, le dernier des 198 avions ayant été livré en avril 1946. Les sous-ensembles du J 22 ont été fabriqués par plus de 500 entrepreneurs différents.

## Histoire opérationnelle

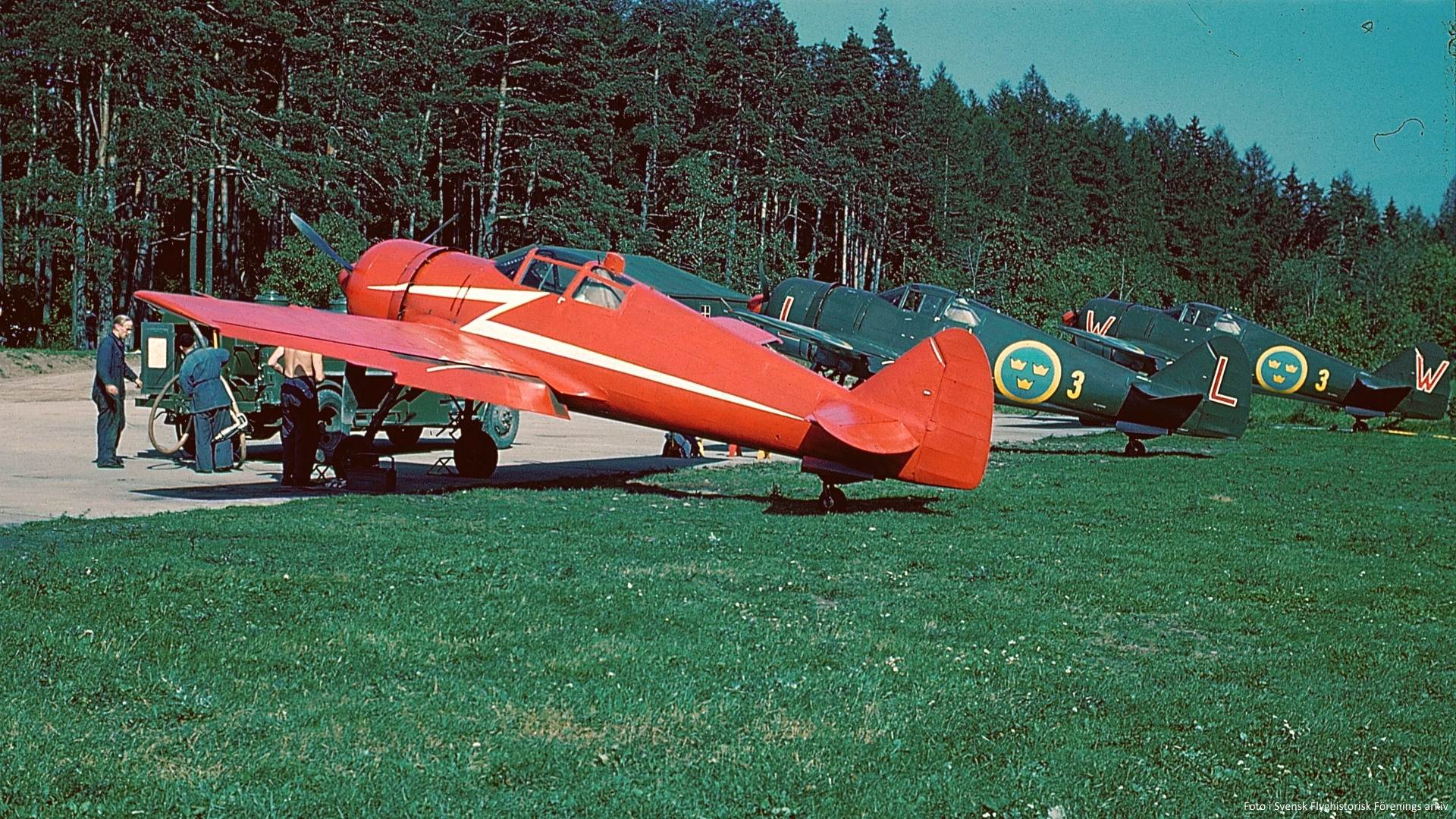
FFVS J 22B "Red Lightning" repeint en rouge pour le 25e anniversaire de l'armée de l'air, 1951.

Le J 22 était apprécié de ses pilotes et possédait une bonne maniabilité ainsi que des commandes réactives. Au sol, la visibilité vers l'avant laissait à désirer, et si la roue arrière était laissée déverrouillée, l'avion pouvait facilement se planter pendant le décollage. Lors de combats simulés avec des P-51 Mustang (appelés J 26 dans le service suédois), l'avion était "capable" de se défendre jusqu'à 5 000 mètres bien que, au-dessus de 6 000 m, il devenait lent du fait de l'absence d'un turbocompresseur pour haute altitude. Ove Müller-Hansen, un pilote du J 22 déclara : 

« C’était l’un des meilleurs aéronefs que j’ai jamais piloté. La réactivité des commandes et sa maniabilité ont été exceptionnellement agréables. Ce n’était pas un avion de chasse à haute altitude, mais il tenait très bien le coup jusqu’à environ 5 000 m. Lors des combats factices effectués avec des P-51 Mustang, ils ne pouvaient pas nous rattraper à moins de 4 000 m. Toutefois si le combat devenait plus intense, nous devions faire très attention. Il commençait à ralentir vers les 6 000 m, et à 9 000 m, il ne lui restait plus beaucoup de puissance. Les manœuvres serrées dans les virages et les lignes droites ne posaient généralement pas de problème. Si vous tiriez très fort sur le manche à tour de rôle, il risquait de basculer de temps en temps. La première version, la 22-A, n’avait pas beaucoup de puissance de feu, mais la 22-B était bien meilleure. »

Grâce à ses systèmes simples, le J 22 était très facile à entretenir et à maintenir en était de vol.
Avec une vitesse de 575 km/h fournie par un moteur d'une puissance de 1 065 ch, la presse qualifia ce petit chasseur comme étant "le plus rapide du monde en termes de rapport puissance/moteur" (bien que ce ne soit pas tout à fait vrai, il était dans la même classe que les premiers modèles de Supermarine Spitfire et A6M Zero). Concernant les pilotes de J22, ils l'ont rapidement vanté comme "le plus rapide du monde par rapport à la longueur de la piste" (où Spitfire aurait pu également concourir), en raison de la très faible distance de roulement. 
L'avion a été retiré du service en 1952. Au total, 198 FFVS J 22 furent construits.

## Variantes
- J 22-1 ou J 22A (appellation d'origine J 22 UBv "Ursprunglig Beväpning" (armement d'origine)), première version de production, équipée de 2 mitrailleuses de 8 mm et 2 mitrailleuse d'Avion Browning - F.N. Calibre 13,2 mm (en). 141 exemplaires construits.
- J 22-2 ou J 22B (appellation d'origine J 22 FBv "Förbättrad Beväpning" (armement amélioré)), équipé de 4 mitrailleuses 13,2 mm. 57 exemplaires construits.
- S 22-3 ou S 22, en 1946, neuf J 22-1 furent équipés pour la reconnaissance et muni d'une caméra Ska4 (recce camera Ska4) dans la queue. Reconditionnés en chasseurs en 1947.

## Survivants
Trois exemplaires de J 22 sont préservés. Deux appartiennent au musée de l’armée de l’air suédoise et l’un d’entre eux est actuellement exposé, alors que le suivant se trouve sur un aérodrome voisin où il peut effectuer quelques tours de pistes. Le troisième et dernier appareil appartient au Musée de l´Aviation et de l´Automobile « Svedinos » et est actuellement emprunté par une association française de restauration d’avions, Memorial Flight, afin d'être remis en état de vol. C'est le FFVS J 22 n°22149 baptisé « Gul Erik ».
Il existe également deux autres J 22 très incomplets, il ne reste quasiment que leurs squelettes métalliques. L'un appartient au musée de l'armée de l'air suédoise, l'autre à des propriétaires privés. Il est envisagé qu'ils soient combinés avec les autres J-22 restants afin d'être remis en état de vol.